# Mariano Riccio
Mariano Riccio (* 1510 in Messina; † 1593 ebenda) war ein italienischer Maler der Renaissance auf Sizilien.

## Leben
Riccio entstammte einer Adelsfamilie die ihre Wurzel auf Jacopo Riccio, einen General zurückführte, der um das Jahr 1400 in Messina aktiv war. Zu ihren Vorfahren zählte zudem Bernardo Riccio (Bernardus Riccius), ein in vielen Wissenschaften gelehrter Schriftsteller und Dichter des 15. Jahrhunderts. Riccio war zunächst Schüler von Alfonso Franco und besuchte anschließend die Malschule des Polidoro da Caravaggio, dessen Malstil er sich aneignete. Er malte hauptsächlich Altarbilder, die sich meist im Raum Messina befinden. Ein großer Teil seiner Arbeiten ging durch das Erdbeben von Messina 1908 verloren.
In Messina wurde eine Straße nach Mariano Riccio benannt.
Sein Sohn Antonello Riccio (tätig in der zweiten Hälfte des 16. Jahrhunderts) war ebenfalls ein Schüler des Polidoro und in den Jahren 1570 bis 1591 als Maler in Messina tätig.

## Werke

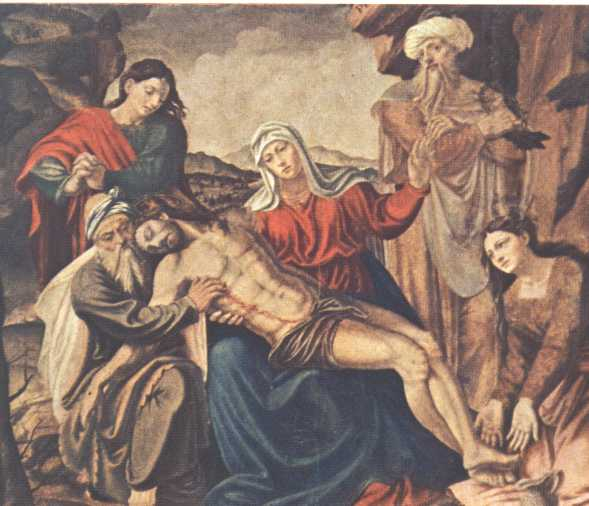
Deposizione Messina Museo Regionale

- Museo Regionale di Messina Tafelbild Pietà (aus der Chiesa di Maria Maddalena in Palermo)
- Chiesa San Francesco d’Assisi (Messina): Gemälde
- Chiesa San Nicolò di Bari (Villafranca Tirrena): Tafelbild “Mariä Verkündigung”
- Chiesa Madre (Pistunina): “Hl. Nikolaus von Brari”